# Viktor Sjklovskij
Viktor Borisovitsj Sjklovskij, född 24 januari (12 januari enligt gamla stilen) 1893 i Sankt Petersburg, död 6 december 1984 i Moskva, var en sovjetisk (rysk) litteraturkritiker, författare och lingvist. Sjklovskij anslöt sig tidigt till den ryska futurismen, och är en av de mest framträdande gestalterna inom den ryska formalismen.

## Verk översatta till svenska
- Zoo eller Brev som inte handlar om kärlek, 1980 (Zoo ili pis'ma ne o ljubvi)